# Елена Ленголд
Елена Ленголд (на сръбски: Јелена Ленголд) е сръбска журналистка, поетеса и писателка на произведения в жанра драма и лирика.

## Биография и творчество
Елена Ленголд е родена на 15 юли 1959 г. в Крушевац, Сърбия.
Десет години работи като журналист и редактор в бюрото за култура в редакцията на Радио Белград. После работи като координатор на проекти в „Хуманистичната академия на Насенсколен“ в Лилехамер, Норвегия, до септември 2011 г. като преподава по теми като диалог, междуетническа толерантност, дискриминация, преговори, човешки права и мирно разрешаване на конфликти.. След приключване на проекта минава на свободна практика и се посвещава на писателската си кариера.
Пише стихове, разкази и романи. Дебютира като поетеса през 1982 г. с поетичния сборник „Распад ботанике“ (Разпадът на ботаниката). За стихосбирката си „Сличице из живота капелмајстора“ (Миниатюри от живота на капелмайстор) получава наградата „Джура Якшич“ (на името на сръбския поет Джура Якшич), а за „Бунар тешких речи“ (Кладенец на суровите думи) наградата „Джефимижин вез“.
Първият ѝ сборник с разкази „Покисли лавови“ е издаден през 1994 г. Сборникът ѝ с разкази „Панаирджийски фокусник“ от 2008 г. получава редица литературни награди – наградата „Биляна Йованович“, наградата „Женско перо“, наградата „Златни Хит Либер“, а през 2011 г. книгата получава наградата за литература на Европейския съюз.
Първият ѝ роман „Балтимор“ е издаден през 2003 г. Той разглежда темата за израстването и приемането на увеличените отговорности на зрялата възраст.
Освен в самостоятелни издания, творбите ѝ са включени в няколко антологии на съвременната сръбска литература – поезия и проза, в Сърбия и по света. Произведенията на Йелена Ленгълд са преведени на английски, италиански, датски, френски, български, румънски, македонски, украински и чешки.
Елена Ленголд живее в Белград.

## Произведения

### Самостоятелни романи
- Балтимор (2003)
Балтимор, сп. „Съвременник“ (2006), изд.: „Сонм“ (2014), прев. Русанка Ляпова
- Одустајање (2018)

### Поезия
- Распад ботанике (1982)
- Вретено (1984)
- Поднебље мака (1986)
- Пролазак анђела (1989)
- Сличице из живота капелмајстора (1991) – награда „Джура Якшич“
- Бунар тешких речи (2011) – награда „Джефимижин вез“
- Изабери једно место (2016)

### Сборници
- Покисли лавови (1994)
- Лифт (1999)
- Вашарски мађионичар (2008) – награда за литература на Европейския съюз и награда „Биляна Йованович“
Панаирджийски фокусник, изд.: „Сонм“ (2010), прев. Русанка Ляпова
- Престраши ме / Pretesteriši me (2009)
Разфасовай ме, изд.: „Фабер“, София (2013), прев. Жела Георгиева
- У три код Кандинског (2013)
- Рашчарани свет (2016) – награда „Иво Андрич“

### Разкази
- Катарзис, сп. „Панорама“ (2007), прев. Русанка Ляпова